# صموئيل جوزيف ماي
صموئيل جوزيف ماي (بالإنجليزية: Samuel Joseph May)‏ (12 سبتمبر 1797 - 1 يوليو 1871) كان مصلحًا أمريكيًا في القرن التاسع عشر، دافع عن حركات إصلاح متعددة بما في ذلك التعليم وحقوق المرأة والتحرير من العبودية. جادل باسم جميع العاملين بأن حقوق الإنسان كانت أكثر أهمية من حقوق الملكية، ودعى إلى تعيين الحد الأدنى للأجور وفرض القيود القانونية على تكديس الثروة. وُلد ماي في 12 سبتمبر من عام 1797، من أبناء الطبقة الراقية في منطقة بوسطن. كان ماي نجل والده التاجر والعقيد جوزيف ماي، ووالدته دوروثي سيويل، التي انحدرت أو ارتبطت بالعديد من العائلات الرائدة في مستعمرة خليج ماساتشوستس، بما في ذلك كوينسيس وهانكوكس. كانت أخته آبي ماي ألكوت، والدة الروائية لويزا ماي ألكوت. تزوج في عام 1825 من لوكريشا فلاغ كوفن التي كانت تحظى حينها بخمسة أطفال. كتب المؤلف إيف لابلانت عدة كتب عن أخته آبي ماي ألكوت وكتاب عن سلف سيوال، يُعد القاضي صمويل سيوال واحدًا من أحفاده أيضًا.

## الإصلاح المبكر
بدأ ماي في يناير عام 1823 بإصدار منشور «المسيحي الليبرالي» كل أسبوعين؛ كان هدفه الرئيس شرح لاهوت الموحدين. ساعد أيضًا عام 1826 في تشكيل جمعية سلام مقاطعة ويندهام؛ نظم ماي في عام 1827 اتفاقية على مستوى الولاية لإصلاح المدارس في ولاية كونيتيكت، وبدأ سلسلة من المحاضرات في عام 1828. انتسب أيضًا في الوقت نفسه إلى جمعية الاستعمار الأمريكية، التي كان هدفها إرسال السود الأحرار إلى (وليس «العودة إلى») أفريقيا. أثر إيمان ماي بالكمالية من خلال الاقتداء بحياة يسوع المسيح بقوة على مشاركته في حركات الإصلاح. شارك المسالم ماي بشكل فعال في تأسيس مجتمعات السلام، وتحدث ضد عقوبة الإعدام، ودافع عن عدم المقاومة. مارس هذا الاعتقاد الأخير إلى حد رفض الدفاع عن النفس. أصبح زعيمًا في حركة الاعتدال، معتقدًا أنها شكل من أشكال التحرير من العبودية، لأنه رأى الرجال على أنهم أصبحوا «عبيدًا» للمشروب. اكتسب شهرة لعمله في إصلاح التعليم، إذ سعى إلى تحسين المرافق والمعلمين والمناهج الدراسية في المدارس الابتدائية العامة. يعتقد ماي أن المدارس يجب أن تكون متكاملة عنصريًا ومختلطة، وقد دافع عن فلسفة المُنظّر السويسري يوهان بيستالوزّي. أمضى بعض الوقت في تدريس أخته أبيغيل ماي الفلسفة والعلوم الإنسانية وكتب في رسالة لها: «ما تقولينه بالنسبة إلى الحاجة إلى التعليم الشامل هو بالتأكيد صحيح. كل شيء مهم في تكوين العقل».

## وصلات خارجية
- صموئيل جوزيف ماي على موقع الموسوعة البريطانية (الإنجليزية)